# Portada/efemèride octubre 22
Teresa Cunillé
« 21 d'octubre · 22 d'octubre · 23 d'octubre »